# Deine Lieblings Rapper

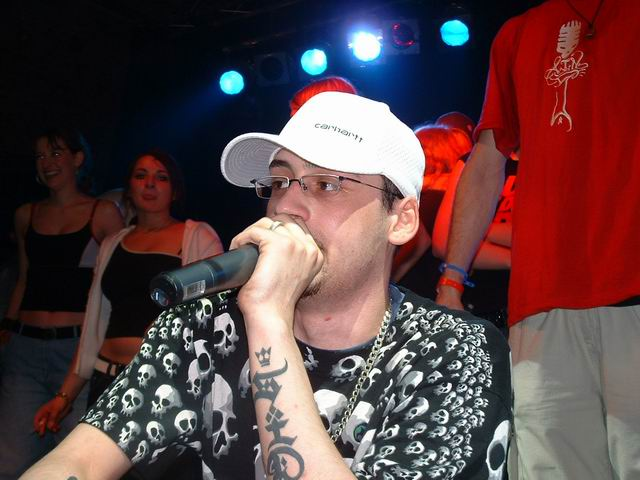
Deine Lieblings Rapper-Mitglied Sido

Deine Lieblings Rapper (auch DLR) ist das gemeinsame Musikprojekt der beiden Berliner Rapper Sido und Harris.

## Geschichte

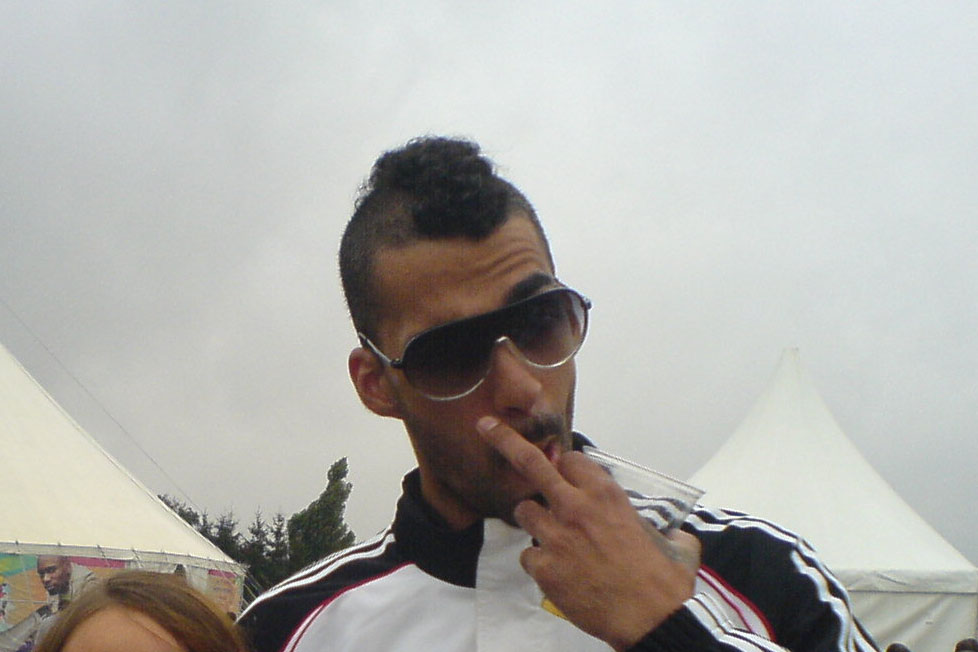
Deine Lieblings Rapper-Mitglied Harris

Die Idee zu einem gemeinsamen Album entstand 2004, nachdem beide zuvor schon live mehrmals gemeinsam aufgetreten waren und bereits auf zwei Alben und einer Single zusammengearbeitet hatten. Das Projekt wird vom Plattenlabel Aggro Berlin produziert. Dadurch kam es auch zur Zusammenarbeit zwischen den Labels Aggro Berlin und Harris’ Label G.B.Z. Imperium und seiner Crew SRK. Jom & Said, beide aus der Crew SRK, veröffentlichten im Mai 2007 ihr Album deshalb über Aggro Berlin.
Das Debütalbum von Deine Lieblings Rapper erschien im Oktober 2005. Zuvor hatte die Single Steh wieder auf die Top 20 der deutschen Charts erreicht.
Sido betonte mehrmals, dass er gerne ein zweites Album mit Harris aufnehmen möchte, unter anderem auch bei verschiedenen Aggro-Radio-Folgen. Jedoch ging Harris, der bei allen Folgen als Moderator Binichnich fungiert, nicht weiter darauf ein, bestätigte aber im Oktober 2007, dass das zweite Lieblings-Rapper-Album definitiv erscheinen werde.

## Diskografie

### Studioalben
| Jahr | Titel                | Höchstplatzierung, Gesamtwochen, AuszeichnungChartplatzierungen (Jahr, Titel, Platzierungen, Wochen, Auszeichnungen, Anmerkungen) | Höchstplatzierung, Gesamtwochen, AuszeichnungChartplatzierungen (Jahr, Titel, Platzierungen, Wochen, Auszeichnungen, Anmerkungen) | Höchstplatzierung, Gesamtwochen, AuszeichnungChartplatzierungen (Jahr, Titel, Platzierungen, Wochen, Auszeichnungen, Anmerkungen) | Anmerkungen                           |
| Jahr | Titel                | DE | AT | CH | Anmerkungen                           |
| ---- | -------------------- | --- | --- | --- | ------------------------------------- |
| 2005 | Dein Lieblings Album | DE2 (7 Wo.)DE | AT10 (6 Wo.)AT | CH48 (3 Wo.)CH | Erstveröffentlichung: 7. Oktober 2005 |

### Singles
| Jahr | Titel Album                          | Höchstplatzierung, Gesamtwochen, AuszeichnungChartplatzierungen (Jahr, Titel, Album, Platzierungen, Wochen, Auszeichnungen, Anmerkungen) | Höchstplatzierung, Gesamtwochen, AuszeichnungChartplatzierungen (Jahr, Titel, Album, Platzierungen, Wochen, Auszeichnungen, Anmerkungen) | Anmerkungen                              |
| Jahr | Titel Album                          | DE | AT | Anmerkungen                              |
| ---- | ------------------------------------ | --- | --- | ---------------------------------------- |
| 2005 | Steh wieder auf Dein Lieblings Album | DE14 (10 Wo.)DE | AT28 (11 Wo.)AT | Erstveröffentlichung: 23. September 2005 |

### Weitere Veröffentlichungen
Beiträge für Sampler
- 2004: Ey Yo! (Aggro Ansage Nr. 4)

Freetracks
- Rock Wilder
- Auf die Tour (feat. Alpa & MJ)
- Bonzenbankett (feat. B-Tight)
- Oreno Eisono Rapper